# St. Helena (Kalifornia)
St. Helena – miasto w Stanach Zjednoczonych, w stanie Kalifornia, w hrabstwie Napa. Według spisu ludności, przeprowadzonego przez United States Census Bureau w roku 2010, w St. Helena mieszka 5814 mieszkańców.